# Ptakowice (województwo śląskie)

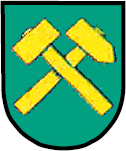
Nieoficjalny herb wsi Ptakowice

Ptakowice (niem. Ptakowitz) – wieś sołecka w Polsce położona w województwie śląskim, w powiecie tarnogórskim, w gminie Zbrosławice.

## Nazwa
W księdze łacińskiej Liber fundationis episcopatus Vratislaviensis (pol. Księga uposażeń biskupstwa wrocławskiego) spisanej za czasów biskupa Henryka z Wierzbna w latach 1295–1305 miejscowość wymieniona jest w zlatynizowanej formie Ptacovitz.
W alfabetycznym spisie miejscowości z terenu Śląska wydanym w 1830 roku we Wrocławiu przez Johanna Knie miejscowość występuje pod obecnie używaną polską nazwą Ptakowice oraz niemiecką Ptakowitz. Ze względu na słowiańskie pochodzenie nazwy w okresie hitlerowskiego reżimu w latach 1936–1945 nazwę miejscowości zmieniono na całkowicie niemiecką Dramatal-Ost.

## Historia
W XIX wieku właścicielami okolicznych dóbr była rodzina Baildonów z Łubia.
W latach 1975–1998 miejscowość należała administracyjnie do województwa katowickiego.